# Seznam stanic metra v Kyjevě
Seznam stanic kyjevského metra obsahuje existující, rozestavěné a stanice duchů kyjevského metra. Seznam je rozdělen na dvě části. První obsahuje existující a oficiálně otevřené stanice metra a druhá uvádí rozestavěné stanice a stanice duchů. Přehled nezahrnuje plánované stanice metra.
Celý systém kyjevského metra tvoří tři linky o celkové délce přibližně 67 kilometrů a 52 stanic. Šest z nich (Teatralna, Chreščatyk, Majdan Nezaležnosti, Plošča Ukrajinskych Herojiv, Palac sportu a Zoloti vorota) jsou přestupní. Tyto stanice na rozdíl od zvyklostí z podzemní dráhy v Moskvě nebo Praze nemají na obou křižujících se trasách jednotný název, nýbrž každá má své vlastní pojmenování.

## Historie kyjevského metra

### První projekty

Rozšiřování metra v Kyjevě (animace v ukrajinštině)

V Kyjevě se myšlenka podzemní dráhy poprvé objevila v roce 1884. Druhý plán na vytvoření systému rychlé dopravy pod městem se datoval k roku 1916, tehdy americko-ruská obchodní společnost plánovala shromáždit velkou sumu finančních prostředků a vytvořit ještě v carském Rusku podzemní dráhu. Ve svém úsilí pokračovala i po rozpadu země v krátkém období, kdy byla Ukrajina nezávislá. Celý plán byl odmítnut po přičlenění Ukrajiny do Sovětského svazu.
V sovětských dobách se začaly první projekty metra objevovat už před druhou světovou válkou, a to ve spolupráci s experty z Moskvy. Dva roky po přesunutí hlavního města Ukrajiny z Charkova do Kyjeva předsednictví místního sovětu zpracovalo analýzu výstavby metra, které se mělo stát součástí přestavby města na moderní metropoli USSR. Přestože již realizaci na konci 30. let nestálo téměř nic v cestě, celý projekt musel být vzhledem k válečným událostem zrušen.

### Výzkum a výstavba
Po válce bylo město zničené a muselo být opraveno a přebudováno. Dne 5. srpna 1944 byly zahájeny průzkumné práce, vypracovat technický projekt a celkový odhad ceny. V roce 1949 byl vytvořen Kyjivmetrobud v čele s Pylypem Kuzminem. Aby bylo možné určit směr první trasy, odborníci analyzovali intenzitu dopravy obyvatel Kyjeva jak na centrálních, tak i vzdálených komunikacích města. Tato analýza tvořila základ mapy toků cestujících v Kyjevě, která naznačovala, odkud a kam by měla vést trasa metra a kde přesně stavět stanice. Teprve poté zahájili projektové práce. S výstavbou podzemní dráhy se začalo v srpnu 1949, a to v úseku mezi stanicemi Dnipro a Arsenalna, ale už od počátku stavbu provázely komplikace, například svérázná topografie území, propady, které odplavily podzemní vrstvy půdy a další projektem nepředvídané potíže. Ty měly značný vliv na zpoždění harmonogramu prací.

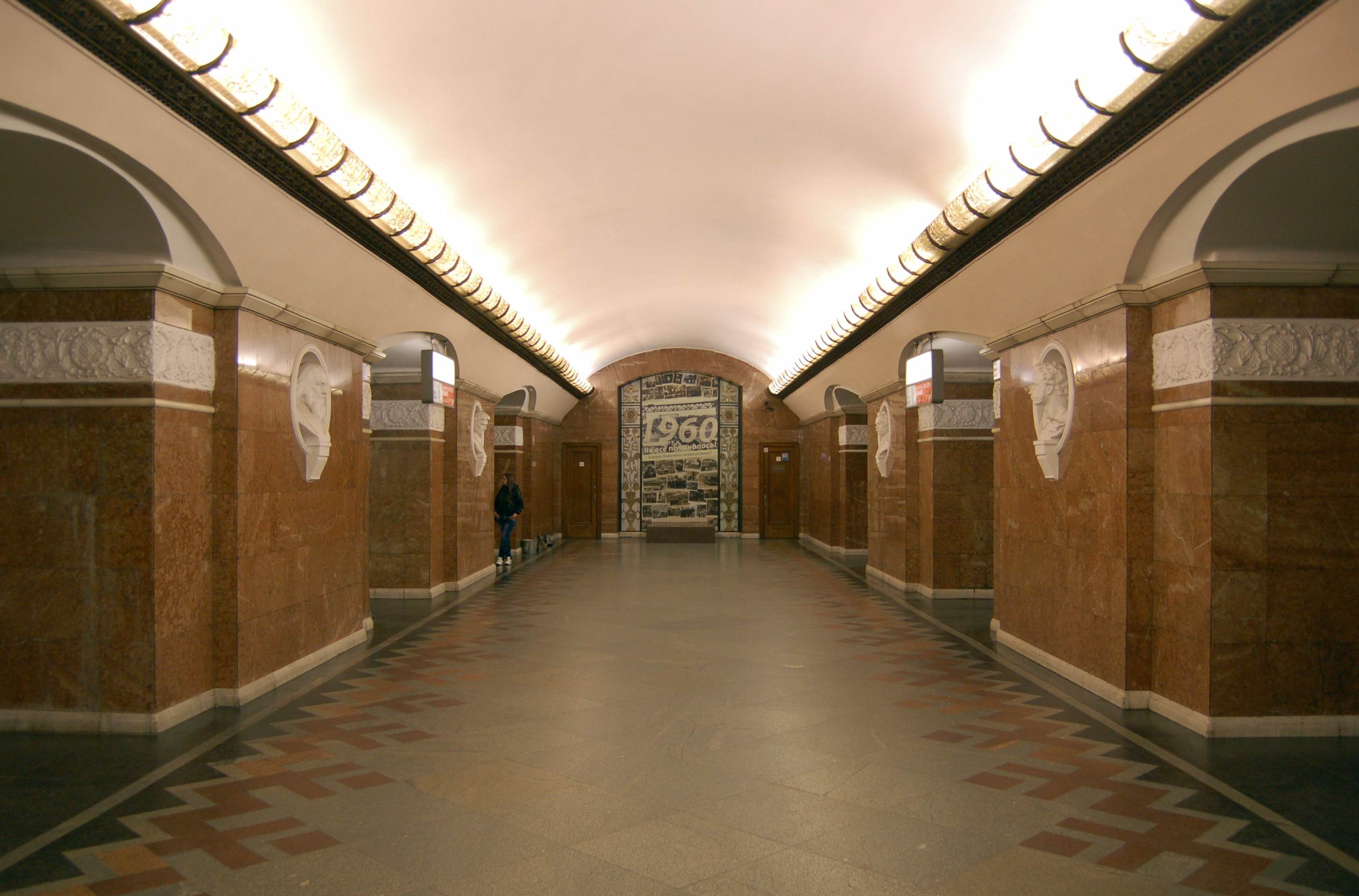
Stanice Universytet byla otevřena v rámci prvního úseku v roce 1960

### Otevření a rozšíření první linky
Dne 6. listopadu 1960 byl 5,2 km dlouhý první úsek slavnostně otevřen. Nejstarší stanice jsou dnes součástí linky spojující východ města se západem známé jako Svjatošynsko-Brovarska. U stanice Dnipro se nacházelo provizorní depo, které bylo propojeno se stanicí metra točnou, jež se nacházela pod druhým nástupištěm stanice. Souprava se na točně otočila a následně byla vyvezena nahoru do stanice. Soupravy přijely do železniční stanice Darnycja, kdy poté byly speciálními tramvajovými vozíky dopraveny do depa Dnipro.
Další úseky linky byly otevřeny v rocích 1963, 1965, 1969, 1971, 1979 a 2003.

### Otevření a rozšíření druhé linky

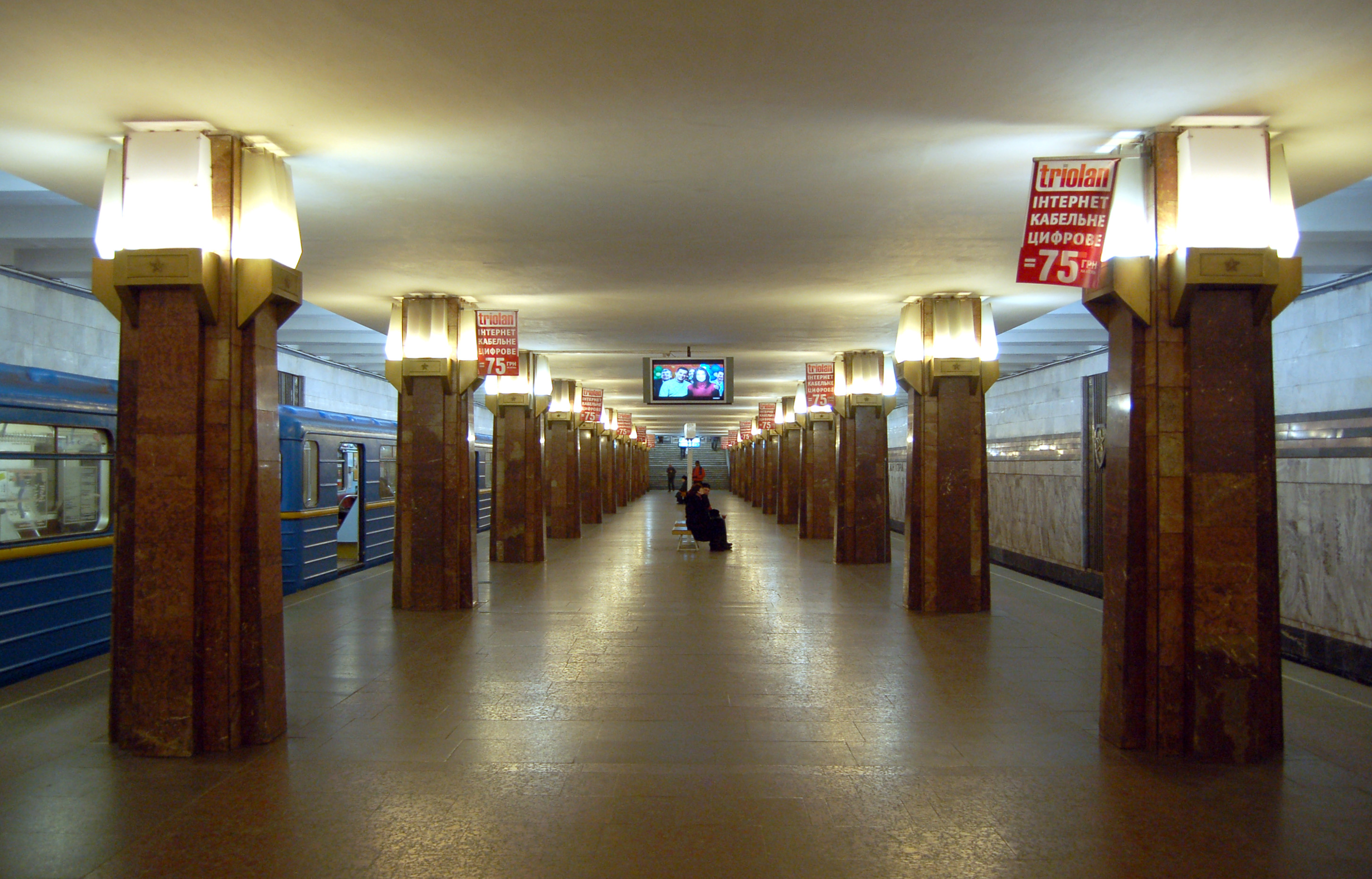
Stanice Herojiv Dnipra byla otevřena v roce 1982

V roce 1971 se začala budovat i druhá, severojižní linka známá pod názvem Kurenivsko-Červonoarmijska (dnes Obolonsko-Teremkivska). Původní název „Kurenivsko-Červonoarmijska“ neodrážel skutečnou trasu, ale původní projekt linky. V polovině 60. let stavební plány počítaly s výstavbou linky ve směru Kurenivka do dnešní oblasti v okolí stanice metra Tarasa Ševčenka. Ale kvůli plánům výstavby sídliště Oboloň bylo rozhodnuto vést metro na toto sídliště.
Nový úsek mezi stanicemi Kalininova plošča, Poštova plošča a Červona plošča byl hloubený, tudíž i proto bylo zbouráno mnoho historických budov v Podilu. Při stavbě stanice Červona plošča v létě roku 1972 bylo objeveno starověké ruské panství, kvůli tomu se výstavba výrazně zpomalila. První úsek druhé linky byl otevřen 17. prosince 1976.
Další úseky linky byly otevřeny v rocích 1980, 1981, 1982, 1984, 2010, 2011, 2012, 2013.

### Otevření a rozšíření třetí linky

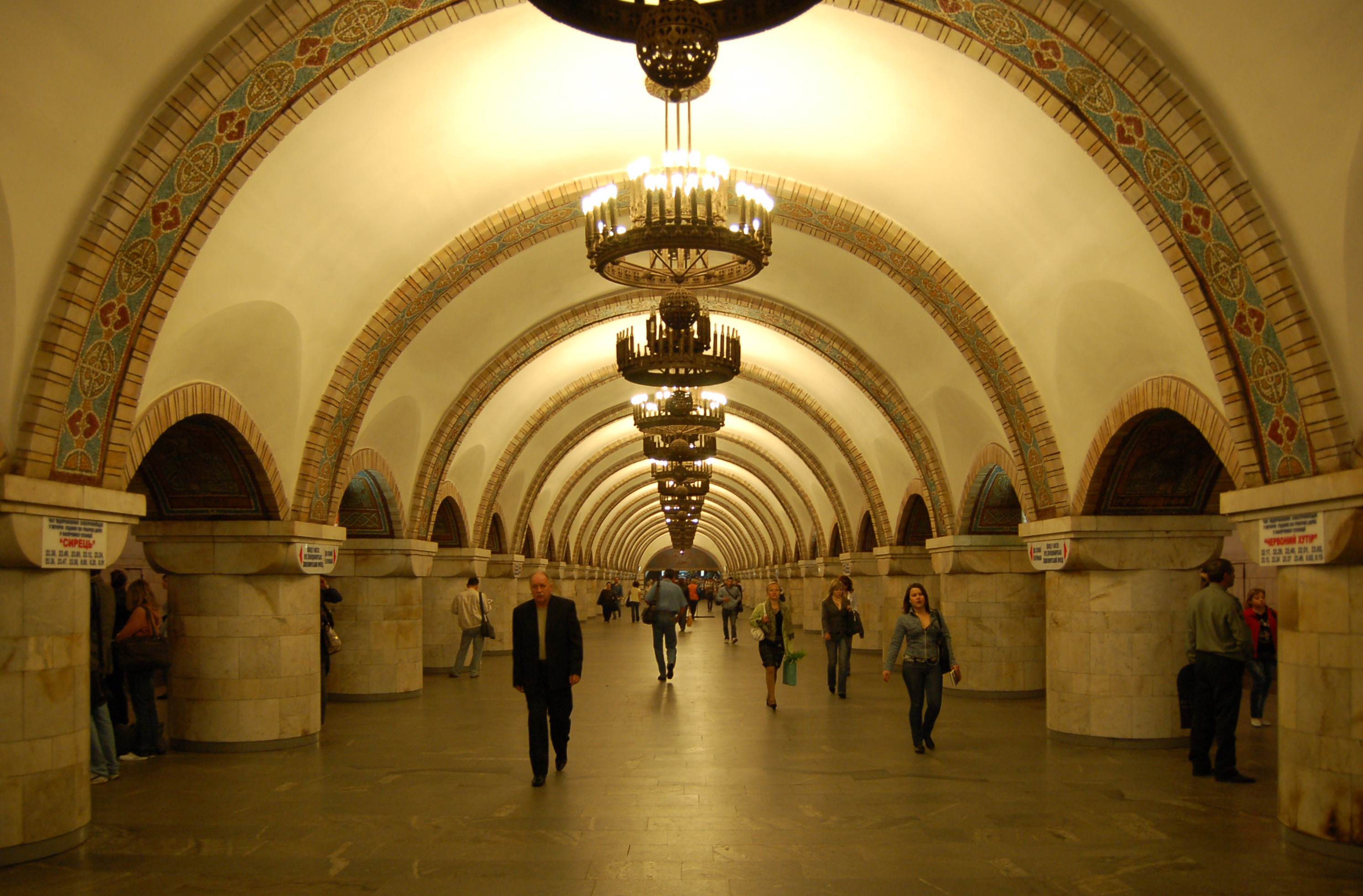
Stanice Zoloti vorota byla jako jedna z mála stylyzována do ukrajinské kultury

Stávající dvě linky na konci 80. let doplnila ještě třetí, Syrecko-Pečerska. Stavební práce na prvním úseku započaly v roce 1981, první tři stanice byly dokončeny po osmi letech. Byly to stanice Zoloti Vorota, Palac Sportu a Mečnikova. Při výstavbě stanice Zoloti Vorota musela být postavena i nová přestupní stanice na první lince, a to stanice Teatralna otevřená v roce 1987, jež se po otevření linky stala přestupní. Tyto stanice byly také poslední otevřené v rámci začlenění Ukrajiny do Sovětského svazu.
Další úseky linky byly otevřeny v rocích 1991, 1992, 1994, 1996, 2000, 2007, 2008.

## Seznam linek
| Č.     | Název                                                       | Otevřeno | Délka   | Počet stanic |
| ------ | ----------------------------------------------------------- | -------- | ------- | ------------ |
|        | Svjatošynsko-Brovarska (ukrajinsky Святошинсько-Броварська) | 1960     | 22,7 km | 18           |
|        | Obolonsko-Teremkivska (Оболонсько-Теремківська лінія)       | 1976     | 21,0 km | 18           |
|        | Syrecko-Pečerska (Сирецько-Печерська)                       | 1989     | 23,8 km | 16           |
| Celkem | Celkem                                                      | Celkem   | 67,5 km | 52           |

## Seznam
| Stanice                     | Trasa | Otevřena          | Poloha   | Městská část                | Přestupy                                             | Poznámky | Okolí                                                                              | Obrázek                     |
| --------------------------- | ----- | ----------------- | -------- | --------------------------- | ---------------------------------------------------- | --- | ---------------------------------------------------------------------------------- | --------------------------- |
| Akademmistečko              |       | 23. květen 2003   | podzemní | Akademmistečko              | Trolejbus                                            | |                                                                                    | Akademmistečko              |
| Arsenalna                   |       | 6. listopad 1960  | pozdemní | Starý Kyjev                 | Trolejbus                                            | do roku 2022 nejhlubší stanice metra na světě                                                                      | socha Matka Ukrajina, Prezidentský palác, park Chreščatyj a Kyjevskopečerská lávra | Arsenalna                   |
| Berestejska                 |       | 5. listopad 1971  | pozdemní | Hrušky                      | Tramvaj a Trolejbus                                  | do roku 1993 Žovtneva                                                                                              |                                                                                    | Berestejska                 |
| Boryspilska                 |       | 23. srpen 2005    | pozdemní | Charkovský masyv            | Tramvaj a Trolejbus                                  | | Charkovské náměstí                                                                 | Boryspilska                 |
| Černihivska                 |       | 4. listopad 1968  | nadzemní | Socmisto                    | Tramvaj a Trolejbus                                  | do roku 1993 Komsomolska                                                                                           |                                                                                    | Černihivska                 |
| Červonyj chutir             |       | 23. květen 2008   | podzemní | Červonyj chutir             |                                                      | konečná stanice třetí linky                                                                                        | depo Charkivske                                                                    | Červonyj chutir             |
| Darnycja                    |       | 5. listopad 1965  | nadzemní | Socmisto                    | Trolejbus                                            | | depo Darnycja                                                                      | Darnycja                    |
| Demijivska                  |       | 15. prosinec 2010 | podzemní | Demijivka                   | Trolejbus                                            | nedaleko stanice metra se nachází centrální autobusové nádraží Kyjeva                                              | Národní knihovna Ukrajiny                                                          | Demijivska                  |
| Dnipro                      |       | 6. listopad 1960  | nadzemní |                             |                                                      | |                                                                                    | Dnipro                      |
| Dorohožyči                  |       | 3. březen 2000    | podzemní | Syrec a Lukjanivka          | Trolejbus                                            | | pomník obětem masakru v Babím Jaru a Kyjevská televizní věž                        | Dorohožyči                  |
| Herojiv Dnipra              |       | 6. listopad 1982  | podzemní | Oboloň                      | Tramvaj a Trolejbus                                  | | depo Oboloň                                                                        | Herojiv Dnipra              |
| Hidropark                   |       | 5. listopad 1965  | nadzemní | Hidropark                   |                                                      | |                                                                                    | Hidropark                   |
| Holosijivska                |       | 15. prosinec 2010 | podzemní | Holosijiv                   | Trolejbus                                            | |                                                                                    | Holosijivska                |
| Charkivska                  |       | 28. prosinec 1994 | podzemní | Osokorky a Severní Osokorky | Na autobus směřující na mezinárodní letiště Boryspil | |                                                                                    | Charkivska                  |
| Chreščatyk                  |       | 6. listopad 1960  | podzemní | Starý Kyjev                 | Na linku do stanice Majdan Nezaležnosti              | přestupní stanice, za stanicí se nachází kolejová spojka spojující druhou linkou a první linku                     | ulice Chreščatyk                                                                   | Chreščatyk                  |
| Ipodrom                     |       | 25. říjen 2012    | podzemní | Teremky                     | Trolejbus                                            | nedaleko stanice metra se nachází jižní autobusové nádraží Kyjeva                                                  |                                                                                    | Ipodrom                     |
| Klovska                     |       | 31. prosinec 1989 | podzemní | Klov                        | Trolejbus                                            | do roku 1993 Mečnikova, za stanicí se nachází kolejová spojka spojující třetí linku s druhou linkou a první linkou |                                                                                    | Klovska                     |
| Kontraktova plošča          |       | 17. prosinec 1979 | podzemní | Podil                       | Tramvaj                                              | do roku 1990 Crvena plošča                                                                                         | Kontraktovo náměstí, Areál Kyjevsko-mohyljanské akademie                           | Kontraktova plošča          |
| Lisova                      |       | 6. prosinec 1979  | nadzemní | Lisový masyv                | Tramvaj a Trolejbus                                  | konečná stanice první linky, do roku 1993 Pionerska                                                                |                                                                                    | Lisova                      |
| Livoberežna                 |       | 5. listopad 1965  | nadzemní | Levobřežní masyv            |                                                      | |                                                                                    | Livoberežna                 |
| Lukjanivska                 |       | 30. prosinec 1996 | podzemní | Lukjanivka                  | Tramvaj a Trolejbus                                  | | Vědeckotechnická knihovna                                                          | Lukajnivska                 |
| Lybidska                    |       | 30. prosinec 1984 | podzemní | Nova Zabudova               | Trolejbus                                            | do roku 1993 Dzeržynska                                                                                            |                                                                                    | Lybidska                    |
| Majdan Nezaležnosti         |       | 17. prosinec 1979 | podzemní | Starý Kyjev                 | Na linku do stanice Chreščatyk                       | přestupní stanice, mezi lety 1976 a 1977 Plošča Kalinina a mezi lety 1977 a 1991 Plošča Žovtnevoj Revoluciji       | Náměstí nezávislosti, Evropské náměstí, Chreščatyj park                            | Majdan Nezaležnosti         |
| Minska                      |       | 6. listopad 1982  | podzemní | Oboloň                      | Trolejbus                                            | |                                                                                    | Minska                      |
| Nyvky                       |       | 5. listopad 1971  | podzemní | Nyvky a Galagany            | Trolejbus                                            | |                                                                                    | Nyvky                       |
| Oboloň                      |       | 19. prosince 1980 | podzemní | Oboloň                      | Tramvaj a Trolejbus                                  | do roku 1990 Prospekt Kornijčuka                                                                                   |                                                                                    | Oboloň                      |
| Olimpijska                  |       | 13. prosinec 1981 | podzemní | Nova Zabudova               | Trolejbus                                            | do roku 2011 Respublikanskyj stadion                                                                               | Národní sportovní komplex Olimpijskyj                                              | Olimpijska                  |
| Osokorky                    |       | 28. prosinec 1994 | podzemní | Osokorky a Severní Osokorky |                                                      | |                                                                                    | Osokorky                    |
| Palac sportu                |       | 31. prosinec 1989 | podzemní | Nova Zabudova a Lypky       | Na linku do stanice Plošča Ukrajinskych Herojiv      | přestupní stanice                                                                                                  | Palác sportu                                                                       | Palac sportu                |
| Palac Ukrajina              |       | 30. prosinec 1984 | podzemní | Nova Zabudova               | Trolejbus                                            | do roku 1993 Červonoarmijska                                                                                       | Palác Ukrajina                                                                     | Palac Ukrajina              |
| Pečerska                    |       | 29. prosinec 1997 | podzemní | Pečersk                     | Trolejbus                                            | otevřena dodatečně                                                                                                 |                                                                                    | Pečerska                    |
| Plošča Ukrajinskych Herojiv |       | 13. prosinec 1981 | podzemní | Nova Zabudova a Lypky       | Na linku do stanice Palac sportu                     | přestupní stanice, do roku 2023 Plošča Lva Tolstoho                                                                |                                                                                    | Plošča Ukrajinskych Herojiv |
| Počajna                     |       | 19. prosince 1980 | podzemní | Podil a Oboloň              |                                                      | do roku 2016 Petrivka                                                                                              |                                                                                    | Počajna                     |
| Politechničnyj instytut     |       | 5. listopad 1963  | podzemní | Šuljavka                    | Trolejbus                                            | | kyjevská Zoo                                                                       | Politechničnyj instytut     |
| Poštova plošča              |       | 17. prosinec 1979 | podzemní | Podil                       | Trolejbus                                            | | Poštovní náměstí, Lanová dráha v Kyjevě                                            | Poštova plošča              |
| Pozňaky                     |       | 28. prosinec 1994 | podzemní | Pozňaky a Severní Osokorky  | Tramvaj a Trolejbus                                  | |                                                                                    | Pozňaky                     |
| Šuljavska                   |       | 5. listopad 1963  | podzemní | Šuljavka                    | Trolejbus                                            | do roku 1993 Zavod Bilšovyk                                                                                        |                                                                                    | Šuljavska                   |
| Slavutyč                    |       | 28. prosinec 1994 | podzemní | Osokorky                    |                                                      | |                                                                                    | Slavutyč                    |
| Svjatošyn                   |       | 5. listopad 1971  | podzemní | Svjatošyn                   |                                                      | do roku 1991 Svjatošyno                                                                                            |                                                                                    | Svjatošyn                   |
| Syrec                       |       | 14. říjen 2004    | podzemní | Syrec                       |                                                      | konečná stanice třetí linky                                                                                        |                                                                                    | Syrec                       |
| Tarasa Ševčenka             |       | 19. prosince 1980 | podzemní | Podil                       |                                                      | |                                                                                    | Tarasa Ševčenka             |
| Teatralna                   |       | 6. listopad 1987  | podzemní | Starý Kyjev                 | Na linku do stanice Zoloti vorota                    | přestupní stanice, otevřena dodatečně, do roku 1992 Leninska                                                       | Ukrajinská národní opera Tarase Ševčenka                                           | Teatralna                   |
| Teremky                     |       | 6. listopad 2013  | podzemní | Teremky                     | Trolejbus                                            | konečná stanice druhé linky                                                                                        |                                                                                    | Teremky                     |
| Universytet                 |       | 6. listopad 1960  | podzemní | Starý Kyjev                 | Trolejbus                                            | | univerzita Tarase Ševčenka, chrám svatého Michala                                  | Universytet                 |
| Vasylkivska                 |       | 15. prosince 2010 | podzemní | Holosijiv                   | Trolejbus                                            | |                                                                                    | Vasylkivska                 |
| Vokzalna                    |       | 6. listopad 1960  | podzemní | Jevbaz                      |                                                      | | hlavní kyjevské nádraží                                                            | Vokzalna                    |
| Vydubyči                    |       | 30. prosinec 1991 | podzemní | Telyčka                     |                                                      | nedaleko stanice se nachází autobusové nádraží Vydubyči                                                            |                                                                                    | Vydubyči                    |
| Vyrlycja                    |       | 4. březen 2006    | podzemní | Charkovský masyv            |                                                      | otevřena dodatečně                                                                                                 |                                                                                    | Vyrlycja                    |
| Vystavkovyj centr           |       | 27. prosince 2011 | podzemní | Holosijiv                   | Trolejbus                                            | | Expocentr Ukrajiny (Výstaviště)                                                    | Vystavkovyj centr           |
| Zoloti vorota               |       | 31. prosinec 1989 | podzemní | Starý Kyjev                 | Na linku do stanice Teatralna                        | | Zlatá brána                                                                        | Zoloti vorota               |
| Zvirynecka                  |       | 30. prosinec 1991 | podzemní | Zvirynec                    | Trolejbus                                            | do roku 2023 Družby narodiv                                                                                        | Národní botanická zahrada                                                          | Zvirynecka                  |
| Žytomyrska                  |       | 23. květen 2003   | podzemní | Akademmistečko              | Trolejbus                                            | |                                                                                    | Žytomyrska                  |

## Seznam rozestavěných a stanic duchů
| Stanice          | Trasa | Poloha   | Městská část   | Přestupy  | Poznámky | Obrázek       |
| ---------------- | ----- | -------- | -------------- | --------- | --- | ------------- |
| Hercena          |       | podzemní | Lukjanivka     | Trolejbus | stanice nemá postavenou střední loď a má jen dvě provizorní nástupiště, stanice je nyní využívána jako technická stanice. |               |
| Lvivska Brama    |       | podzemní | Starý Kyjev    | Trolejbus | stanice má postavenou střední loď a dvě nástupiště s hotovou kolejovou zdí, stanice není propojena s vestibulem. Stanicí se projíždí. | Lvivska brama |
| Maršala Hrečka   |       | podzemní | Vynohradar     |           | stanice je ve výstavbě a nachází se za stanicí Mostycka, kdy se linka rozděluje na dvě části, ta na které se nachází tato stanice končí ve stanici Vynohradar. |               |
| Mostycka         |       | podzemní | Zamkovyšče     | Trolejbus | stanice má vybudované střední loď a dvě nástupiště. Tunely jsou propojeny ke stanici Syrec a stanice se otevře společně se stanicí Varšavska. |               |
| Sudnobudivna     |       | nadzemní | Podil          |           | stanice je ve výstavbě a nachází se na Podilském mostě na pravém břehu města v hlavním přístavu města. |               |
| Truchaniv ostriv |       | nadzemní |                |           | stanice je ve výstavbě a nachází se na Podilském mostě na ostrově Truchaniv |               |
| Rajdužna         |       | podzemní | Rajdužný masyv |           | stanice je ve výstavbě a nachází za Podilským mostem na levém břehu města |               |
| Zatoka Desenka   |       | nadzemní |                |           | stanice je ve výstavbě a nachází se na Podilském mostě na poloostrově Horbačycha |               |
| Varšavska        |       | podzemní | Vynohradar     | Trolejbus | stanice je ve výstavbě a nachází se za stanicí Mostycka, a bude konečnou stanicí třetí linky |               |
| Telyčka          |       | nadzemní | Telyčka        |           | stanice má postavené dvě podélné nástupiště s výstupy na ulici pod stanicí, stanice se nachází na Jižním mostě v průmyslové části Nyžňa Telyčka. Stanice není využívaná kvůli malému zájmu a nyní se přes ní projíždí a je nyní využívána jako technická stanice. |               |

## Vysvětlivky
- Stanice –⁠ název stanice
- Trasa –⁠ trasa (linka), na níž se stanice nachází.
- Otevřena –⁠ datum otevření (zahájení provozu) stanice pro veřejnost
- Poloha –⁠ poloha stanice (nadzemní či podzemní nástupiště).
- Městská část –⁠ městská část / čtvrť, v níž se stanice metra nachází.
- Přestupy –⁠ přestupní místo na tramvajovou dopravu či městskou železnici ().
- Poznámky –⁠ doplňující informace (např. starší názvy stanice).
- Okolí –⁠ pamětihodnosti nebo významné instituce v okolí stanice.
- Obrázek –⁠ fotografie stanice.